# Byrrhus sochondensis
Byrrhus sochondensis là một loài bọ cánh cứng trong họ Byrrhidae. Loài này được Tshernyshev in Tshernyshev & Putz miêu tả khoa học năm 1999.